# Jan Hendrik Luiting Maten
Jan Hendrik (Luiting) Maten (Haarlem, 3 december 1911 - 't Harde, 14 december 1987) was een Nederlands politicus van de Anti Revolutionaire Partij (ARP).
Hij werd geboren in Haarlem als zoon van Berend Maten en Johanna Maria Luiting. In 1919 verhuisde de familie naar Utrecht, waar Maten rechten ging studeren. Bij Koninklijk Besluit vond in 1932 de naamswijziging plaats: van Maten naar Luiting Maten. Hij promoveerde tot doctor in de rechtsgeleerdheid. Na zijn promotie werd hij gemeenteambtenaar in de gemeente Rhenen.
Na de bevrijding in 1945 was hij enige tijd waarnemend burgemeester van de gemeenten Waarder, Barwoutswaarder en Rietveld. Op 8 mei 1946 werd hij benoemd tot waarnemend burgemeester in de gemeente Oegstgeest. Dit bleef hij tot 1 augustus van datzelfde jaar. Een aantal dagen later, op 16 augustus, werd hij benoemd tot waarnemend burgemeester in Rhenen. Dit bleef hij tot 1 februari 1947. Kort daarop, in datzelfde jaar, werd hij burgemeester van de gemeente Oldebroek. Dit bleef hij tot 1977. Tijdens deze periode was hij ook korte tijd (1953) waarnemend burgemeester van de buurgemeente Elburg.